# Günəşli (Şəmkir)
Günəşli è un comune dell'Azerbaigian situato nel distretto di Şəmkir. 